# Mouthwashing
Mouthwashing (з англійської "Ополіскувач для рота") — психологічна пригодницька гра від першої особи 2024 року, розроблена Wrong Organ і опублікована Critical Reflex. У грі розповідається про п’ятьох членів екіпажу вантажного космічного корабля "Тулпар" після таємничої аварії, яка залишає їх застряглими в космосі, у пастці на "Тулпарі", оскільки запаси стрімко зменшуються. Екіпаж, що залишився, звинувачує капітана у аварії, який вижив, але сильно скалічений і не може говорити чи рухатися, у навмисному зіткенні корабля через невідомі причини. У грі використовується розділений, нелінійний наратив.

## Сюжет
Під час звичайної відправки вантажний космічний корабель "Тулпар" зазнає диверсії і врізається в астероїд. Екіпаж, що складається з капітана Карлі (Кьорлі), другого пілота Джиммі, медички Ані, механіка Свонсі та Дайске, який в останній момент став стажистом, виживають. Однак більшість ресурсів корабля заблоковані піною, схожою на подушку безпеки, пошкодження якої потенційно може пробити корпус корабля та спровокувати смертельну декомпресію. Карлі (Кьорлі) також понівечений аварією і не може говорити чи рухатися. Він залишається живим завдяки запасам знеболювальних, котрі стрімко закінчуються. У результаті Джиммі оголошує себе новим капітаном, стверджуючи, що Карлі (Кьорлі) спричинив аварію у стані неконтрольованої агресії.
Коли через два місяці продукти харчування та медичні запаси починають закінчуватися, команда відкриває грузове приміщення, виявляючи, що воно містить виключно рідину для полоскання рота. Вміст цукру та етанолу спонукає їх пити її, а сп’яніння ще більше створює напругу між членами екіпажу. Згодом Аня зачиняється в медпункті. Не зумівши переконати Свонсі допомогти йому потрапити до неї, Джиммі споює його за допомогою моктейля, який містив в собі єдину пляшку етанолу, що залишилась на кораблі, і змушує Дайске пролізти через несправну вентиляцію, щоб дістатися до медпункту. Однак у процесі Дайске серйозно поранився, до його ран потрапила інфекція, тоді Джиммі використовує рідину для полоскання рота як імпровізований дезінфікуючий засіб. Свонсі, який ставився до Дайске упереджено, неохоче і грубо добиває його сокирою, а потім жорстоко кидається на Джиммі.
Спогади про дні, що передували катастрофі, показують, що екіпаж Тулпар мав бути звільнений після доставки. Карлі (Кьорлі) повідомляє цю новину передчасно, засмучуючи своїх товаришів по команді, оскільки він єдиний, хто може фінансово підтримувати себе після звільення. Пізніше в розмові з Карлі (Кьорлі) Аня розповідає, що вагітна від Джиммі. Далі в їх розмові стає зрозуміло, що Джиммі зґвалтував її. Карлі (Кьорлі) намагається знизити напругу з Джиммі, але Аня розповідає Джиммі про свою вагітність за спиною Карлі. Стрес через його неминуче звільнення та можливість бути притягненим до відповідальності через вагітність Ані зрештою спонукають Джиммі розбити Тулпар у невдалій спробі вбивства та самогубства.
Повертаючись у сьогодення, Джиммі вривається в медпункт, де з’ясовується, що Аня вчинила самогубство передозуванням. Джиммі дістає револьвер з кейсу, щоб убити Свонсі, який засуджує боягузтво та егоїзм Джиммі в останні хвилини свого життя. Оскільки здоровий глузд Джиммі швидко падає, Джиммі влаштовує імітацію вечірки дня народження з трупами екіпажу, де він відрізає та з’їдає частину ноги Карлі. Джиммі силою годує його власною плоттю у сюрреалістичній галюцинації. Після серії видінь Джиммі, де його ганьблять в його діях та його нездатності взяти на себе відповідальність, Джиммі поміщає Карлі в єдину справну кріокамеру корабля, яку Свонсі раніше охороняв для Дайске. Він каже Карлі, що пишався тим, що був його другом і другим пілотом, оскільки той завжди його пітримував. Потім Джиммі вбиває себе з револьвера, все ще вважаючи себе героєм. Титри гри починаються, коли Карлі поміщають у 20-річний кріосон, його доля залишається невідома. Але розробник гри повідомив в соц. мережах, що Карлі знайшли, і він проходить реабілітацію.

## Геймплей
Mouthwashing — це пригодницька гра для одного гравця, зосереджена на розповіді, яка грається від першої особи та не маює особливого нахилу на виживання чи бойові механізми. Його також можна описати як симулятор ходьби. Геймплей передбачає перш за все дослідження Тулпару, діалог з екіпажем і вирішення головоломок за допомогою предметів.
Представлена як нелінійний наратив, гра розгортається через незв’язані сцени, що відбуваються за тижні та місяці до та після аварії. Стрибки у часі іноді позначаються недієгетичними переходами, які імітують перебої. Гравці починаються гру з перспективи капітана Карлі в сценах перед катастрофою, тоді як сцени, що відбуваються після катастрофи, розглядаються з точки зору колишнього другого пілота Джиммі, який бере на себе роль капітана після катастрофи.

## Розробка
Команда Mouthwashing включає продюсера Кая Мура, аудіодизайнера Мартіна Халлдіна, дизайнера мистецтва та оповідання Йоханну Касурінен, дизайнера та програміста Джеффрі Томека та технічного дизайнера Дейва ван Егдома. Розробники черпали натхнення у таких фільмах, як Alien, Event Horizon, Sunshine, The Thing і Pandorum. У грі використовується низькополігональний ретро стиль, натхненний іграми, випущеними для оригінальної PlayStation. Арт-дизайнер Йоганна Касурінен віддає належне інді-розробнику Puppet Combo за те, що він познайомив її зі стилем, заявивши, що «нам не потрібна найсучасніша графіка, щоб створити щось вражаюче» в інтерв’ю Rolling Stone.

## Реліз
Mouthwashing вперше було оголошено як частину безкоштовного оновлення (натхненного Katamari Damacy ) до дебютного проєкту розробника Wrong Organ How Fish is Made. Демонстрація гри, випущена під час фестивалю Steam Next Fest у лютому 2024 року, викликала позитивний відгук , а повна версія гри вийшла в Steam 26 вересня 2024 року.
Mouthwashing був добре сприйнятий аудиторією після випуску, отримавши «Надзвичайно позитивний» рейтинг у Steam протягом перших двох тижнів. «Надзвичайно позитивний» — це найвищий можливий рейтинг, який гра може отримати на платформі, що вказує на те, що гра отримала щонайменше 500 відгуків користувачів, принаймні 95% з яких були позитивними.

## Відгуки
| Агрегатор  | Оцінка        |
| ---------- | ------------- |
| OpenCritic | 90% recommend |

Оповідна структура гри отримала схвальні відгуки критиків. Початок, який дає гравцеві контроль, поки персонаж з оглядової точки розбиває Тулпар, був високо оцінений критиками за <i id="mwjQ">Bloody Disgusting</i> і Rock Paper Shotgun за створення негайного відчуття напруги та спонукання до цікавості щодо того, що щойно сталося. Пишучи для Paste, Елайджа Гонсалес відчув, що нелінійний наратив гри посилює відчуття інтриги, спонукаючи домислювати попередні події. Леон Херлі з GamesRadar+ вважає, що використання нелінійного наративу та ненадійного оповідача створює атмосферу таємниці та тримає гравця в невпевненості щодо справжньої природи подій. Нелінійну розповідь також похвалили за додавання глибини складу персонажів, розкриваючи різні аспекти їхніх особистостей, і за занурення гравця в обстановку Тулпара.
Графіка та візуальний стиль також були сприйняті добре. Аарон Бем з Bloody Disgusting назвав низькополігональні графіки «красивими», а Елайджа Гонсалес з Paste сказав, що вони «запрошують нас уявити собі найдрібніші деталі». Леон Герлі з GamesRadar+ написав, що «низькополігональні жахливі стилі [ Mouthwashing ' приховують потрійний напрямок мистецтва». Пишучи для Hardcore Gamer, Кайл Леклер порівняв графіку з ігровими консолями п’ятого покоління, стверджуючи, що вони доповнюють ретро-стиль Tulpar. Гарольд Голдберг з The New York Times, Азаріо Лопес з Noisy Pixel і Оісін Кунке з VG247 повторили це порівняння з іграми п’ятого покоління. Деякі видання, в тому числі GamesRadar+, Rock Paper Shotgun і Bloody Disgusting, назвали аспекти гри «кінематографічними», зокрема кадрування кадрів і непомітні переходи між сценами. Однак Кеті Хенсон з Rely on Horror відчула, що переходи порушили хід гри.
Загалом обстановку сприйняли добре. Ед Торн з Rock Paper Shotgun назвав Тулпар «геніально реалізованим простором», посилаючись на використання в грі звивистих вузьких коридорів, але стверджував, що деякі сцени мають тенденцію до «сюрреалістичного звивистого тунелю». Навпаки, критики Bloody Disgusting і Rely on Horror вважали, що маленьке, тісне середовище на початку гри добре організувало перехід до галюцинаційних змінних коридорів. Тед Літчфілд з PC Gamer назвав Tulpar «фантастичним декоруванням» і зазначив, що в кораблі присутні «чудові деталі персонажів», такі як нотатки, брошури та недописані настільні ігри. Однак не всі критики погодилися з Кайлом ЛеКлером з Hardcore Gamer, який стверджував, що обмежена кількість локацій робить гру неприємно повторюваною.
Критикам сподобались персонажі. Кайл ЛеКлер із Hardcore Gamer вважає, що персонажі мають «приємні та яскраві особистості», а Кеті Хенсон із Rely on Horror, хоча вони «чарівні та незабутні». Написавши для PC Gamer, Тед Літчфілд вважав, що хоррор побудований на людській драмі, в якій розповідається про "невдалі амбіції", образи та жаль людей, змушених працювати на безвихідній роботі». Критики Paste та VG247 так само визначили сатиру та чорну комедію в трактуванні корпоративної жадібності в грі, що посилило жахливість і додало глибини мотиваціям персонажів, хоча Елайджа Гонсалес з Paste вважав, що Аня була гіршою. розвинувся як характер, який, на його думку, «незграбно узгоджується з тим фактом, що вона постійно відчуває словесні образи від своїх колег-чоловіків».
Критики були більш неоднозначними щодо загадок гри. Ед Торн з Rock Paper Shotgun описав ігровий процес як "простий, але чудово тактильний" , а Тед Літчфілд з PC Gamer вважав, що тактильна природа міні-ігор і їхнє зіставлення їжі та людської плоті створює переконливий боді-горрор. Однак Кеті Хенсон з Rely on Horror вважала, що вони надто прості, через що вони «відчували себе зайнятими», а Кайл ЛеКлер з Hardcore Gamer вважав, що «дратівливих фрагментів погоні» та «нескладних головоломок» недостатньо, щоб виправдати те, що Mouthwashing є відеогрою, а не візуальним романом. Аарон Бем, який писав для Bloody Disgusting, стверджував протилежне, стверджуючи, що ігровий процес «завжди доповнює розповідь і настрій гри таким чином, що виправдовує, що вона є інтерактивним медіа». Рецензії в Bloody Disgusting і Rely on Horror високо оцінили підрив традиційної механіки відеоігор у грі, наприклад використання екранних цілей для створення напруги.

## Зовнішні посилання
- Офіційний сайт